# Kuvajtski stolpi
Kuvajtski stolpi so skupina treh stolpov v mestu Kuvajt v istoimenski državi. Stolpi so zgrajeni iz armiranega betona. Gradnja je potekala v letih 1971−1976, otvorili so jih marca 1979 in so simbol modernega Kuvajta.
Glavni stolp je visok 187 metrov in ima dve sferi, v spodnji se nahaja rezervoar za vodo s kapaciteto 4500 kubičnih metrov, v zgornjem pa je bar in restavracija za 90 ljudi. Zgornja sfera se zavrti vsakih 30 minut. Vsi trije stolpi skupaj držijo 9000 kubičnih metrov vode.